# Gezelschapsspel
Een gezelschapsspel is een spel dat bedoeld is om samen met anderen te spelen, doorgaans voor ontspanning, vermaak en sociale interactie. Gezelschapsspellen worden meestal gespeeld aan tafel en vereisen doorgaans geen fysieke inspanning.. Ze kunnen zowel competitief als coöperatief zijn en worden gespeeld met twee of meer personen.
Gezelschapsspellen bestaan in allerlei vormen, zoals bordspellen, kaartspellen, dobbelspellen en partyspellen. Voorbeelden van bekende gezelschapsspellen zijn Monopoly, Catan, Scrabble, Risk, Uno en 30 Seconds. De regels van het spel zijn vaak zo ontworpen dat spelers beurtelings beslissingen nemen, strategie toepassen of op geluk vertrouwen om het spel te winnen of een gezamenlijk doel te bereiken.
Gezelschapsspellen worden vaak gespeeld in families, onder vrienden of in georganiseerde spelgroepen. Ze bevorderen sociale interactie, communicatie, strategisch denken en soms ook samenwerking. In de afgelopen jaren is de populariteit van gezelschapsspellen toegenomen, mede door de opkomst van spellenwinkels, spellenbeurzen en online gemeenschappen.
Er is ook een onderscheid te maken tussen traditionele gezelschapsspellen en moderne bordspellen. Moderne bordspellen leggen vaak meer nadruk op strategie, thematiek en spelbalans.